# Ліофіл брудний
Ліофіл брудний (Lyophyllum immundum) — вид грибів роду ліофіл (Lyophyllum).

## Будова
Діаметр шапки до 10 см, у молодих грибочків випукло розпростерта, а в зрілих плоско розпростерта, її край рублений. Шапка ліофіла брудного знизу має прирослі пластинки, які злегка ніби опускаються до
ніжки. У молодих грибочків пластинки білі, а в дорослих сіро–коричневі. У ліофіла брудного ніжка заввишки до 10 см, завширшки до 1 см, вона волокниста циліндрична, біля основи злегка потовщена, ясно–сіро–коричневого кольору.

## Поширення та середовище існування
Ліофіл брудний зустрічається у хвойних і мішаних лісах. Зазвичай плодові тіла ліофіла брудного трапляються невеликими, ніби зрощеними групами.

## Практичне використання
Їстівний гриб, з гарними смаковими якостями, який вживають свіжим, соленим і маринованим.